# Петър Аджаров
Петър Николов Аджаров е български писател и публицист.

## Биография
Роден е на 7 ноември 1902 г. в Ямбол. Участник във Септемврийско въстание в 1923 г. През 1925 г. емигрира в СССР. Завършва учителски курсове. Преподавал е в българските училища в Кировоградска и Одесска област. Работил е като редактор в българския сектор Держнацменвидав УССР, където публикува своите произведения на български език. Той също така съставя и редактира учебници за български училища в УССР. Превежда творби на украински писатели на български.
От 1934 г. член на Съюза на писателите на СССР.
През 1959 г. се завръща в България.
Умира на 26 септември 1963 г. в София.

## Награди
- 1962: Орден „9 септември 1944“ II ст.[2]